# Amonio (gramático)
Amonio o Amonio Gramático (Ἀμμώνιος Γραμματικός) fue un gramático griego, prelado de un templo egipcio del dios Momo. 
Refugiado en Constantinopla en el año 389, luego de que los templos paganos de Egipto hubieran sido destruidos por exigencia de Teodosio, Amonio fue allí maestro del historiador eclesiástico Sócrates de Constantinopla.
Amonio ha sido considerado autor de un diccionario de sinónimos: De las locuciones semejantes y diferentes (περὶ ὁμοίων καὶ διαφόρων λέξεων); pero también se considera que el autor puede ser Filón de Biblos, y que la forma conservada de la obra es resultado de una revisión bizantina cuyo autor se llamaba asimismo Amonio.